# فدراسیون فوتبال زامبیا
فدراسیون فوتبال زامبیا (به انگلیسی: Football Association of Zambia) بالاترین نهاد رسمی فوتبال در کشور زامبیا است. این فدراسیون در سال ۱۹۲۹ تأسیس شد و در سال ۱۹۶۴ به عضویت فیفا درآمد. این فدراسیون همچنین یکی از اعضای کنفدراسیون فوتبال آفریقا به شمار می‌آید. این فدراسیون سازماندهی و نظارت بر تیم ملی فوتبال زامبیا و لیگ برتر فوتبال این کشور را نیز برعهده دارد.